# Alexandra Marzo
Alexandra de Faria Marzo (Rio de Janeiro, 26 de setembro de 1968) é uma atriz e roteirista brasileira. É filha dos também atores Cláudio Marzo e Betty Faria. Tem uma filha chamada Giulia Butler.

## Filmografia

### Televisão
| Ano  | Título                    | Papel                                | Notas                     |
| ---- | ------------------------- | ------------------------------------ | ------------------------- |
| 1986 | Hipertensão               | Taís                                 | Participação              |
| 1988 | O Primo Basílio           | Mariana                              |                           |
| 1988 | Fera Radical              | Elizabeth Cristina Fernandes (Betty) |                           |
| 1989 | O Salvador da Pátria      | Sílvia Toledo Blanco                 |                           |
| 1990 | Top Model                 | Giulia Bonicelli                     |                           |
| 1990 | Brasileiras e Brasileiros | Alma                                 |                           |
| 1993 | Mulheres de Areia         | Carola Sampaio                       |                           |
| 1994 | Incidente em Antares      | Estudante                            | Participação              |
| 1995 | Malhação                  | Suzy                                 | Temporada 1; Participação |
| 1997 | Mandacaru                 | Madalena                             |                           |
| 1999 | Suave Veneno              | Lili Carabina                        | Participação              |

### Cinema
| Ano  | Título             |
| ---- | ------------------ |
| 1987 | Jubiabá            |
| 1988 | Banana Split       |
| 1996 | Um Céu de Estrelas |

### Teatro
- Os Saltimbancos (1979) Com Grande Otelo, Marieta Severo e Pedro Paulo Rangel
- Yentl (1991)
- A Ira de Aquiles (1993)
- Aluga-se um Namorado (1995)
- Um caso de Vida e Morte (1998)
- A Serpente (1999)